# Pingtou (sockenhuvudort i Kina, Guizhou Sheng, lat 28,04, long 109,07)
Pingtou (kinesiska: 平头, 平头乡) är en sockenhuvudort i Kina. Den ligger i provinsen Guizhou, i den sydvästra delen av landet, omkring 290 kilometer nordost om provinshuvudstaden Guiyang. Antalet invånare är 14 359. Befolkningen består av 7 021 kvinnor och 7 338 män. Barn under 15 år utgör 31 %, vuxna 15-64 år 58 %, och äldre över 65 år 9,0 %.